# Digitaria leptalea
Digitaria leptalea är en gräsart som beskrevs av Jisaburo Ohwi. Digitaria leptalea ingår i släktet fingerhirser, och familjen gräs. Inga underarter finns listade i Catalogue of Life.